# Okonek (gmina)
Okonek est une gmina mixte du powiat de Złotów, Grande-Pologne, dans le centre-ouest de la Pologne. Son siège est la ville d'Okonek, qui se situe environ 23 km au nord-ouest de Złotów et 126 km au nord de la capitale régionale Poznań.
La gmina couvre une superficie de 325,88 km2 pour une population de 8 909 habitants.

## Géographie

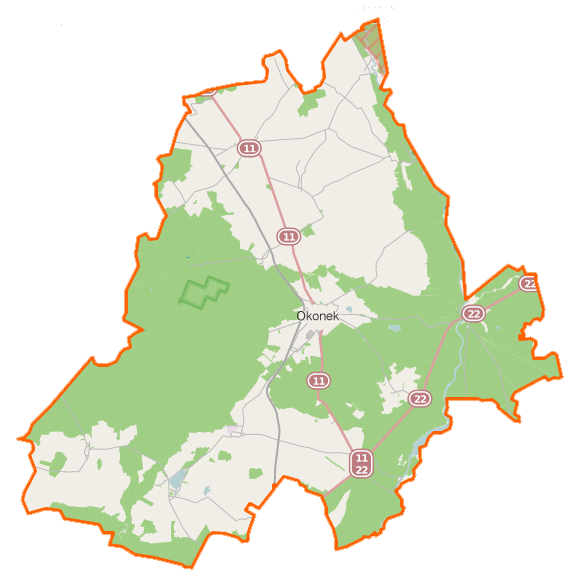
Plan de la gmina.

Outre la ville d'Okonek, la gmina inclut les villages de:
- Borki
- Borucino
- Brokęcino
- Brzozówka
- Chwalimie
- Ciosaniec
- Drzewice
- Glinki Mokre
- Glinki Suche
- Lędyczek
- Lotyń
- Lubniczka
- Łomczewo
- Pniewo
- Podgaje
- Skoki
- Wojnówko
- Węgorzewo

### Gminy voisines
La gmina d'Okonek est bordée des gminy de:
- Borne Sulinowo
- Czarne
- Debrzno
- Jastrowie
- Lipka
- Szczecinek
- Złotów

## Structure du terrain
D'après les données de 2002, la superficie de la commune d'Okonek est de 325,88 km², répartis comme tel :
- terres agricoles : 43%
- forêts : 41%

La commune représente 19,62% de la superficie du powiat.

## Démographie
Données du 30 juin 2004 :
| description        | Total  | Total | Femmes | Femmes | Hommes | Hommes |
| ------------------ | ------ | ----- | ------ | ------ | ------ | ------ |
| Unité              | Nombre | %     | Nombre | %      | Nombre | %      |
| population         | 8 975  | 100   | 4 471  | 49,8   | 4 504  | 50,2   |
| Densité (hab./km²) | 27,5   | 27,5  | 13,7   | 13,7   | 13,8   | 13,8   |

## Jumelage
- Stockelsdorf (Allemagne) depuis le 26 mai 2002[1]